# Alain Geiger
Alain Geiger (Uvrier, Suiza, 5 de noviembre de 1960) es un exfutbolista suizo, se desempeñaba como defensa. Actualmente ejerce de entrenador. Ha sido internacional con la selección de fútbol de Suiza, siendo el segundo jugador con más participaciones.

## Clubes
| Club             | País    | Año       | Partidos | Goles |
| ---------------- | ------- | --------- | -------- | ----- |
| FC Sion          | Suiza   | 1977-1981 | 88       | 7     |
| Servette FC      | Suiza   | 1981-1986 | 139      | 18    |
| Neuchâtel Xamax  | Suiza   | 1986-1988 | 63       | 8     |
| AS Saint-Étienne | Francia | 1988-1990 | 70       | 2     |
| FC Sion          | Suiza   | 1990-1995 | 173      | 4     |
| Grasshoppers     | Suiza   | 1995-1997 | 33       | 1     |

## Palmarés
FC Sion
- Super Liga Suiza: 1991-92
- Copa de Suiza: 1980, 1991

Servette FC
- Super Liga Suiza: 1984-85
- Copa de Suiza: 1984

Neuchâtel Xamax
- Super Liga Suiza: 1986-87, 1987-88

- Datos: Q668029